# آر (شارونت)
آر (به فرانسوی: Ars) یک کمون در فرانسه است که در canton of Cognac-Sud واقع شده‌است. آر ۱۱٫۴۰ کیلومتر مربع مساحت دارد ۲۰ متر بالاتر از سطح دریا واقع شده‌است.